# 伊奈忠隆
伊奈 忠隆（いな ただたか、元和2年（1616年）- 慶安3年9月6日（1650年9月21日））は、武蔵小室藩第2代藩主・伊奈忠政の次男。母は酒井重忠の娘。幼名は千代松。通称は熊蔵、五郎左衛門。姉に片桐孝利室、加賀爪直澄室、兄に忠勝、弟に右馬助。子に宗英、忠之、政春、忠泰。
武蔵小室藩主の兄・忠勝が元和5年（1619年）8月に9歳で夭折したため無嗣（改易）、武蔵小室藩は廃藩となったが、祖父忠次から続く功績から伊奈家は名跡とみなされ、3歳で旧領のうち武蔵国小室郷（丸山村、別所村、宿村、本村・小貝戸村、中萩村、柴村）1,186余石の所領が与えられ、小普請に列する。住居を当初旧小室藩の陣屋の本丸辺りとしていたが、後に江戸に屋敷（江戸裏四番町）を拝領し移住している。慶安3年（1650年）、35歳で没する。法名覚水。墓所は、鴻巣勝願寺。宗英が跡を継ぎ、貞長、忠義、忠豊、忠賢、忠孚、忠寛、忠昶と続き、明治維新に至る。